# Исмаилов, Ингилаб Алекпер оглы
Ингилаб Алекпер оглы Исмаилов (азерб. İnqilab Ələkbər oğlu İsmayılov; 24 февраля 1962, Ходжалы — 12 июня 1992, высота Дашбашы, Агдамский район) — азербайджанский полицейский, Национальный герой Азербайджана.

## Биография
Ингилаб Исмаилов родился 24 февраля 1962 года в селе Ходжалы НКАО Азербайджанской ССР. В 1979 году окончил среднюю школу и через два года был призван в армию. Окончил Харьковскую школу прапорщиков. В 1984 году вернулся в Ходжалы, где работал трактористом на совхозе.
В 1990 году устраивается на работу в Ходжалинское отделение полиции. В годы Первой карабахской войны армянские воинские подразделения взяли Ходжалы (см. статью «Ходжалинская резня»). Исмаилову удалось вывести некоторое число мирных жителей из города. Свою семью Ингилаб Исмаилов разместил в Огузском районе, а сам вернулся на фронт. Ингилаб продолжил службу в Агдамском отделении полиции. Отряд Исмаилова оборонял близлежащую высоту Дашбашы.
12 июня 1992 года высота Дашбашы была атакована армянскими силами, но удержана отрядом Исмаилова. В ходе сражения сам Ингилаб Исмаилов погиб.
На момент гибели был женат. Осталось двое детей.
Указом президента Азербайджанской Республики № 264 от 8 октября 1992 года Ингилабу Исмаилову посмертно было присвоено звание Национального героя Азербайджана.
Одна из улиц города Баку носит имя Исмаилова. На фасаде одного из домов по улице установлена мемориальная доска Исмаилова.